# Mobile Suit Gundam
Mobile Suit Gundam (機動戦士ガンダム Kidō Senshi Gandamu?, lit. Gundam, el Guerrero Móvil), conocida también como Primer  Gundam, Gundam 0079 o simplemente Gundam '79, es una serie de anime japonés de ciencia ficción militar de 1979, perteneciente al género mecha, creada y dirigida por Yoshiyuki Tomino y producida por los estudios Sunrise. La serie contó con 43 episodios y fue transmitida a través de la compañía televisora Nagoya Broadcasting Network desde su estreno el 7 de abril de 1979 hasta su final el 26 de enero de 1980. Esta fue la primera serie de Gundam en ser creada, la cual ha sido adaptada a numerosas secuelas. La serie está ambientada en un universo ficticio conocido como Universal Century en el año 0079, y narra la historia de una guerra entre el Principado de Zeon y la Federación de la Tierra, con la posterior aparición del robot de combate RX-78-2 Gundam pilotado por el joven mecánico Amuro Ray.
En 1981,  la serie fue reeditada para su lanzamiento en cines y dividida en tres películas. Los personajes fueron diseñados por Yoshikazu Yasuhiko, y Kunio Okawara fue el responsable del diseño de los robots, sobre todo el del protagonista, el RX-78-2 Gundam.  La primera Película fue estrenada el 22 de febrero de 1981. La serie también recibió dos adaptaciones en manga por parte de dos historietistas.
En un principio la serie tuvo bajos niveles de audiencia, lo que provocó su cancelación. Sin embargo, posteriormente la serie se hizo muy popular gracias a la introducción de maquetas y figuras plásticas armables producidas por Bandai en 1980. Este hecho, unido a las retransmisiones de la serie, dio origen a una lucrativa y exitosa franquicia que se extiende a series y películas animadas, juguetes, historietas, videojuegos, ropa, etc. Mobile Suit Gundam es famosa por ser pionera del género Real Robot. La serie revolucionó el género Mecha por mostrar a los robots como vehículos o instrumentos de guerra y a sus pilotos como simples soldados.

## Argumento
La serie esta cronológicamente ambientada en un universo ficticio conocido como Universal Century (宇宙世紀 Uchū Seiki?, Lit. Era Espacial) en el año 0079. En esta época, El Principado de Zeon (ジオン公国, Jion Koukoku) le ha declarado su independencia a la Federación de la Tierra (地球連邦,Chikyū Renpō), lanzando una subsecuente guerra por su emancipación. Este conflicto pasa a ser conocido como La Guerra de un Año (一年戦争, Ichinen Sensō). El conflicto ha afectado directamente casi a cada continente del planeta tierra, así como en sus colonias en el espacio y asentamientos en la luna. El Principado de Zeon es un estado pequeño, sin embargo, este lleva la ventaja en el conflicto gracias a un nuevo tipo de armas humanoides conocidas como Mobile Suits. La guerra entra en un estado de estancamiento que duró más de 8 meses después de que la mitad de la humanidad pereciera en el conflicto.
La historia comienza con la llegada de la nave White Base a una base secreta de investigaciones en la colonia Side 7 para recoger la nueva arma desarrollada por la Federación. Sin embargo la nave es perseguida por fuerzas de Zeon. Un equipo de Reconocimiento Zeonita desobedece órdenes y ataca la colonia matando casi a todos los civiles y soldados de la federación en el proceso.  Desesperado y en medio del caos, un joven civil llamado Amuro Ray encuentra y aborda la última arma de la federación: el arsenal humanoide RX-78-2 Gundam,  y neutraliza el ataque. Cargando con todo lo que pueden, la nave White Base  despega con una nueva tripulación conformada por civiles, militares inexpertos y refugiados en su viaje para sobrevivir.
En su viaje, la tripulación de la nave White Base se encuentra a menudo con el Teniente Comandante de Zeon Char Aznable. Char antagoniza obsesivamente con Amuro en Batalla. Sin embargo, este toma ventaja de la posición de la tripulación de la White Base como miembros de la Federación para que estos maten a los miembros de la familia Zabi, los gobernantes de principado de Zeon, de los cuales quiere tomar venganza. Amuro también conoce a Lalah Sune, una mujer de la que se enamora y mata por accidente en un encuentro con Char. Cuando las fuerzas de la Federación atacan la fortaleza Zeonita de A Baoa Qu,  Amuro se enfrenta a Char en un duelo motivado por el dolor y el sentimiento de culpa por la muerte de Lalah Sune. En última instancia, Char se da cuenta de que su verdadero enemigo no es Amuro, así que deja de pelear con él para ir a matar a Kycilia Zabi, la última noble del principado que quedaba con vida. Después de esto, La Guerra alcanza su fin y Amuro se reúne con sus camaradas.

## Producción

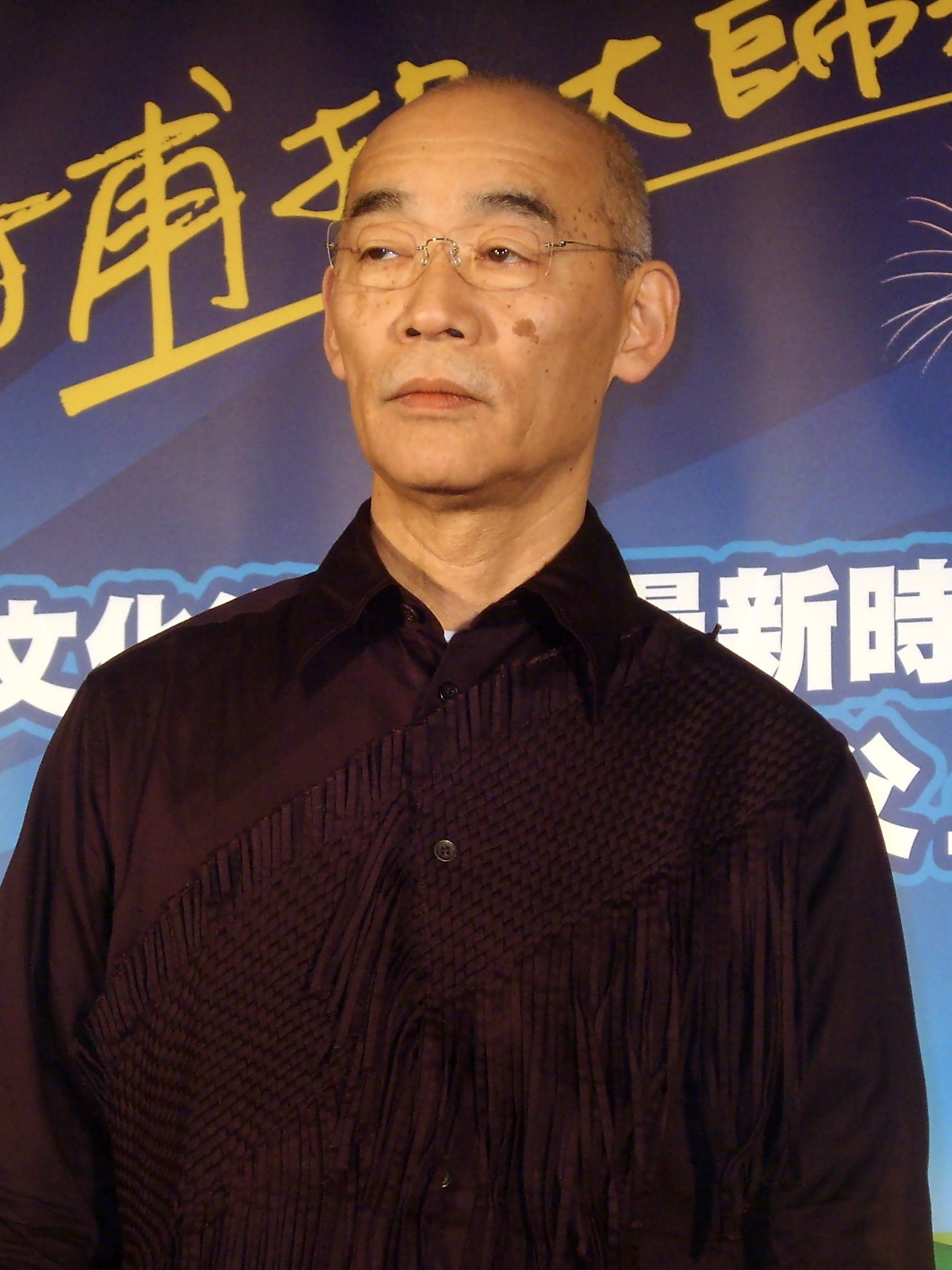
El Director Yoshiyuki Tomino utilizó la serie para narrar una historia sobre la guerra.

Los "Mobile Suits" del programa están basados en los Exoesqueletos mecánicos de la novela estadounidense Tropas del espacio de 1959.
Los Mobile suits fueron concebidos como robots antropomórficos que no serían solo del gusto de los niños. El argumento original que Yoshiyuki Tomino tenía pensado para la serie iba a ser más sombrío, con Amuro muriendo en la mitad de la serie y la tripulación de la White Base teniendo que aliarse con Char (al que se le da un Gundam rojo), para después pelear contra él cuando se convierte en líder del Principado de Zeon. El concepto original logró expresarse a través de una serie de novelas escritas por el propio Tomino justo después del final de la serie y varios de sus elementos narrativos fueron utilizados subsecuentemente en series como Mobile Suit Zeta Gundam y Char's Counterattack.[cita requerida]
Antes de Gundam, Tomino había trabajado en varias series animadas donde los villanos eran alienígenas; Mobile Suit Gundam fue el primero de sus trabajos donde los antagonistas eran seres humanos. Tomino declaró que su deseo era narrar una historia realista acerca de la guerra. Este apuntaba a exponer la serie comenzando por la invasión Japonesa de Manchuria en 1939. Tomino no admitió cambios en la historia y quiso usar el argumento de la misma para que la audiencia pudiera palpar la trágica realidad de la guerra. El director no quiso discutir el mensaje de su trabajo, con el objetivo de que los espectadores llegaran a sus propias conclusiones. Tomino confesó que él descargó todas sus frustraciones durante la producción de Gundam.
Tomino conoció al diseñador mecánico Kunio Okawara cuando estos trabajaban en la producción de dos series de Sunrise. A Tomino le gusto mucho el trabajo de Okawara y lo reclutó para trabajar en su nuevo proyecto. En principio el anime se iba a llamar "Freedom Fighting Gunboy", pero el nombre fue cambiado a Mobile Suit Gundam. La Nave nodriza White Base fue diseñada por Kunio Okawara, sin embargo esta no fue diseñada para el anime; el diseño de la White Base fue rescatado de una serie anterior a Gundam llamada Invincible Steel Man Daitarn 3. La idea de contar con una nave espacial estuvo parcialmente inspirada por Space Battleship Yamato, serie de la cual Tomino confesó ser fanático. En principio la nave iba a ser de color negro, pero fue cambiada a blanco por órdenes de Sunrise. Esto mismo paso con el Gundam, el robot titular: En principio este iba a ser de color gris claro y azul oscuro pero sus colores fueron cambiados a blanco, rojo, azul y amarillo. Tomino mostró gran disgusto con los cambios de color del robot y sobre todo con el diseño irreal y no aerodinámico que este tuvo. 10 años después de su emisión original Tomino aun sentía gran rencor por lo sucedido en la producción; En abril de 1989 Tomino fue entrevistado por la revista Newtype declarando que los enemigos imaginarios de Gundam son Sunrise, los patrocinadores y las estaciones televisivas.
Tomino compara a las máquinas con la historia religiosa de Japón, notablemente por adorar las estatuas de Buddha ubicadas en templos. la relación entre el piloto y el reobot también ha sido comparada con la Fórmula 1, deporte donde los pilotos tienen que depender de una máquina para poder alcanzar una meta. Tomino eligió el espacio exterior como ambientación para las peleas de los robots, pues como en el espacio no hay gravedad este podía mostrarlos haciendo movimientos rápidos. esto dio paso a la creación de colonias espaciales como escenario común. Con el fin de explicar cómo fue que un adolescente como Amuro pudo pilotar al Gundam, al equipo se le ocurrió la idea de hacer de él una especie de humano diferente, o sea un Newtype.

## Difusión

### Anime (redactando)
Mobile Suit Gundam fue transmitida en febrero de 1980 en Italia, siendo este el primer país que transmitió la serie fuera de Japón.  Posteriormente Mobile Suit Gundam fue retransmitida por la cadena de televisión Animax en Japón y en sus demás redes en Hong Kong, Asia Sureste, Sur de Asia y otras regiones.
Con la esperanza de capitalizar el éxito que tuvo Gundam Wing el año anterior, Bandai Entertainment puso en emisión una versión de la serie muy editada y doblada al inglés, la cual se estrenó en todo Estados Unidos por Toonami el 23 de julio del 2001. la serie no tuvo tanto éxito como lo tuvo Wing pero los niveles de audiencia fueron lo suficientemente buenos como para transmitirse y darle publicidad a una vasta línea de juguetes y mercancía. Desafortunadamente, debido a los ataques del 11 de septiembre, Cartoon Network editó o eliminó todos los programas que tuviesen contenido bélico, lo que resultó en la cancelación de su transmisión. Sin embargo, el final de la serie fue transmitido el 31 de diciembre de 2001 como parte del especial de Navidad "New Year's Eve-il" de Toonami. Los episodios que no pudieron ser televisados fueron retransmitidos en 2002.
Solo un episodio de los 43 episodios ("La isla de Cucuruz Doan") nunca se había doblado ni transmitido. Esto fue a pedido de Yoshiyuki Tomino, ya que sintió que no estaba a la par con los otros episodios, lo que resultó en que el episodio se convirtiera en una especie de "episodio perdido". A pesar de esto, el episodio se incluyó en versiones japonesas de DVD y Blu-ray, y fue doblado al italiano a principios de la década de 1980.
El 8 de junio de 2002 Cartoon Network le dio otra oportunidad a la serie volviendo a transmitirla, esta vez en su bloque nocturno Adult Swim, sin embargo la serie fue sacada del aire debido a los bajos niveles de audiencia.
Mobile Suit Gundam nunca ha sido ni doblada ni subtitulada de forma oficial a idioma español. Sin embargo, en internet pueden encontrarse subtitulaciones hechas por fanáticos que suplen de manera satisfactoria esta omisión en su difusión. No fue hasta que el 25 de enero de 2021 la plataforma de Crunchyroll confirmó que la serie estaría disponible en su servicio con audio original japonés y doblaje al inglés con subtítulos al español para Latinoamérica y España.

### Manga
Mobile Suit Gundam ha sido adaptada en manga en dos ocasiones. la primera de ellas se titula Mobile Suit Gundam 0079, autoría de Kazuhisa Kondo. Fue publicada en la revista Dengeki Comics desde 1985 hasta 1986 con un total de 12 volúmenes tankōbon. Posteriormente Viz Media público los primeros nueve volúmenes entre 2000 y 2003. La segunda adaptación se titula Mobile Suit Gundam: The Origin, autoría de Yoshikazu Yasuhiko el diseñador de personajes de la serie original. Estuvo en publicación desde junio del 2001 hasta junio del 2011 en la revista Gundam Ace de la editorial Kadokawa Shoten, con un total de 23 volúmenes tankōbon.La serie fue editada en idioma inglés porViz media, pero abandonó la producción antes de completarla.Actualmente la misma es publicada por la editorial Vertical Publishing a partir de marzo del 2013.
Aparte de estas adaptaciones también existe una popular parodia de la serie en formato yonkoma titulada Mobile Suit Gundam-san, escrita e ilustrada por Hideki Ohwada desde 2001 y serializada a través de la revista Gundam Ace de Kadokawa Shoten. Gundam-san recibió una adaptación en anime anunciada en 2014. Ohwada también creó un manga adyacente titulado como Gundam Sousei (ガンダム創世?), que narra la historia sobre como fue que Yoshiyuki Tomino y el personal de Sunrise trabajaron para hacer las series de televisión y las películas. Gundam Sousei también fue emitida en la revista Gundam Ace de la editorial Kadokawa Shoten desde 2009 a 2011. La misma fue compilada en los volúmenes de Gundam-sana partir del Volumen 5. El manga también fue compilado en 2 volúmenes Tankobon publicados en el 24 de Ener del 2014.

### Novelas (redactando)
En 1979, antes de que el anime llegara a su fin, el mismo Yoshiyuki Tomino realizó las primeras novelizaciones de la serie. Las novelas (un total de tres libros) le permitieron a Tomino narrar la historia desde un punto de vista más adulto, detallado y sofisticado. Esta adaptación provocó que la historia sufriera grandes cambios. Por ejemplo, Para cuando los Zeonitas atacan la colonia Side 7, Amuro ya es miembro de las fuerzas federales, y la tripulación de la Nave White Base opera divididas a bordo de dos Naves, Las Pegasus I y II. Aparte de ello, la guerra continua librándose en el año UC 0080, mientras que en el anime, la guerra llega a su fin al inicio de ese año. También en la novela, amuro es asesinado durante la batalla final en la fortaleza Zeonita de A Baoa Qu cuando su Gundam RX-78-3 es atravesado en el torso por el disparo de la bazooka láser de un Rick Dom. Esto ocurre mientras la unidad de Char intenta advertirle el plan de Ghiren de autodestruir la fortaleza junto con la flota ofensiva de la federación. Char y el equipo de la nave Pegasus II (White Base), realizan un penetrante ataque contra la colonia Side 3 y juntos matan a Ghiren Zabi, con el posterior asesinato de Kycillia Zabi realizado por Char. Tomino confesó, que de haber sabido que la serie tendría un final diferente y una secuela, no hubiera matado a Amuro en las novelas.
Estas tres primeras novelas fueron traducidas a idioma inglés por Frederik Schodt y publicadas por la editorial Del Rey Books en septiembre de 1990. En aquel entonces, no había romanizaciones oficiales de los nombres de los personajes y de los robots. Esto hizo que los fanáticos angloparlantes terminaran usando varias pronunciaciones de los mismos. En las tres novelas originales, el Señor Schodt escribió el nombre de "Char" como "Sha." "Sha"  es la transliteración de la pronunciación del nombre en japonés. Más tarde, en el Anime Expo New York 2002, Yoshiyuki Tomino confirmó que el nombre de Char está basado en el de Charles Aznavour, un popular cantante francés.

### Películas Compilatorias
En 1981 Yoshiyuki Tomino editó la serie compilándola en tres películas. Las primeras dos películas, Mobile Suit Gundam y Mobile Suit Gundam II: Soldados del Dolor, fueron estrenadas en 1981. La tercera película, Mobile Suit Gundam III: Encuentros en el Espacio, fue estrenada en 1982.
La primera película narra los acontecimientos más importantes de la serie desde el episodio 1 hasta el 12 (o sea, desde el ataque de Zeon a la colonia Side 7, hasta el funeral de Garma Zabi). La segunda, desde el episodio 13 al 30 (desde la reunión de amuro con su madre hasta su regreso al espacio exterior) y la tercera película, desde el episodio 31 al 43 (desde el ataque de Zanzíbar hasta la batalla final en la fortaleza espacial de A Baoa Qu).
Cada una de las tres películas cuenta profusamente con material de la serie original de TV de 1979. Sin embargo, Tomino sintió que algunas cosas debían de cambiarse para mejor. Tomino removió de las películas los aspectos que, a su entender, todavía eran demasiado Super Robot para la serie realista que él quería que Gundam fuese: la Hiper-Maza, una de las armas originales del Gundam fue removida, El acoplamiento G-Armor y sus partes fueron removidos y sustituidos por los cazas de apoyo Core Booster. En la batalla de Jaburo, Hayato recibe un Mobile Suit RX-77 Guncannon en sustitución del impráctico y desaventajado RX-75 Guntank. La tercera película también incluye una gran cantidad de nuevo material que puede apreciarse en las batallas de Solomon y A Baoa Qu.
En 1998, las tres películas compilatorias fueron subtituladas y lanzadas directamente para VHS bajo la serie AnimeVillage de Bandai, haciendo de estas las primeras producciones de Gundam en ser lanzadas en idioma inglés. Las películas fueron relanzadas en Norteamérica el 7 de mayo del 2002 en formato DVD pudiéndose adquirir las tres por separado o en un paquete. Estas también están disponibles solo con audio japonés y subtítulos en inglés. Los DVD son idénticos al lanzamiento conmemorativo del 20 aniversario del estreno de la película compilatoria en Japón. El elenco original de actores que dieron su voz en la serie regrabaron sus líneas con excepción de aquellos que ya habían fallecido. El lanzamiento del 20 aniversario fue remasterizado digitalmente y varios efectos sonoros fueron sustituidos. La banda sonora fue rearreglada y en algunos casos removida de algunas escenas. las canciones de tipo vocal fueron rearregladas, especialmente en los créditos de clausura de la segunda y tercera película. En adición a ello, la cronología de algunas secuencias se resumieron. Por ejemplo, las batallas que en la serie duraban varios capítulos, fueron condensadas en una gran escena.

### Música
Temas de Apertura
- Tobe! Gundam (Vuela! Gundam) por Koh Ikeda (TV)

Temas de Clausura
- Eien Ni Amuro (Por Siempre Amuro) por Koh Ikeda (TV)
- Suna no Juujika (Cruz de Arena) por Takajin Yashiki (Final de la primera película)
- Ai Senshi (Soldados del Dolor) por Daisuke Inoue (Final de MSG II: Soldiers of Sorrow)
- Meguriai (Encuentros) por Daisuke Inoue (Final de MSG III: Encounters in Space)

Otros
- Pathetic, but Decisive

### Videojuegos
(La siguiente lista contiene videojuegos ambientados en la Guerra de un Año)
Gracias a su popularidad la serie ha sido adaptada a varios videojuegos. esta lista muestra los videojuegos de la serie que han logrado llegar a occidente:
- Gundam Battle Assault, Gundam Battle Assault 2
- Gundam Side Story 0079: Rise From the Ashes
- Mobile Suit Gundam: Journey to Jaburo
- Mobile Suit Gundam: Zeonic Front
- Mobile Suit Gundam: Encounters in Space
- Mobile Suit Gundam VS Series
- Mobile Suit Gundam: Crossfire (Mobile Suit Gundam: Target in Sight en Japón)
- MS Saga: A New Dawn (Mobile Suit Gundam: True Odyssey en Japón)
- Dynasty Warriors: Gundam, Dynasty Warriors: Gundam 2, Dynasty Warriors: Gundam 3 (Gundam Musou en Japón)

Esta lista contiene videojuegos que no han salido fuera de Japón:
- Mobile Suit Gundam (Juego Arcade 1993)
- Mobile Suit Gundam: Bonds of the Battlefield
- Mobile Suit Gundam: Spirits of Zeon ~Dual Stars of Carnage~
- Mobile Suit Gundam: Spirit of Zeon ~Memory of Soldier~
- Quiz Mobile Suit Gundam: Monsenshi
- Mobile Suit Gundam Giren's Greed: Blood of Zeon
- Mobile Suit Gundam: Lost War Chronicles
- Mobile Suit Gundam: Clímax UC
- Mobile Suit Gundam: The One Year War
- Mobile Suit Gundam: Path of the Soldiers (t6ambien conocida como Ace Pilot)
- Gundam Battle (series)
- SD Gundam G-Generation (serie)
- SD Gundam SCAD Hammers
- Mobile Suit Gundam: Operation: Troy
- Kidō Senshi Gundam: Senjō no Kizuna
- Mobile Suit Gundam: Gundam vs. Gundam

## Recepción y Crítica
Mobile Suit Gundam tuvo pésimos niveles de audiencia en su primera puesta al aire a finales de los 70s, tanto así, que estuvo a punto de ser cancelada. El equipo de producción había programado 52 episodios, pero fueron reducidos a 39 por los patrocinadores del programa (Dentro de los cuales estaba Clover, el fabricante original de los juguetes de la serie). Sin embargo, el equipo de producción logró negociar una plazo extra de un mes con los patrocinadores para que la serie finalizara con 43 episodios.
Este sombrío panorama empezó a cambiar dramáticamente cuando Bandai compró los derechos de autor para construir modelos armables en plástico, un mercado totalmente nuevo comparado con la serie de juguetes Chogokin que Clover construía en ese momento. Con la introducción al mercado de la nueva línea de Modelos Gundam, la popularidad del programa empezó a aumentar, El programa logró buenos niveles de audiencia en sus retransmisiones y las películas compilatorias de la serie se volvieron un éxito. La audiencia estaba esperando otra serie perteneciente al género Super Robot y en vez de eso, se encontraron con Mobile Suit Gundam, la primera producción en la industria del anime en introducir un nuevo concepto: el subgénero Real Robot. La revista Wizard's Anime colocó a Mobile Suit Gundam en el puesto #2 de su lista Top 50 de los mejores Animes lanzados en Norte América. La serie es reconocida por haber cambiado el concepto del anime de robots como pionera en su género, y un punto de inflexión de la historia de Japón.
A pesar de haber sido estrenada en 1979 (hace más de 40 años), Mobile Suit Gundam es aún recordada y reconocida entre la comunidad de fanes del Anime de hoy en día. La serie revolucionó el anime del género mecha, introdujo el nuevo subgénero de Real Robot y con el paso de los años se ha convertido en sinónimo del género. Como resultado de su impacto en la cultura popular, existen varias parodias y homenajes a esta serie, gracias a su reconocibilidad.
La serie fue la primera en ganar el premio Anime Grand Prix de la revista Animage en 1979 y en la primera mitad de 1980. Más tarde Animage colocó a Mobile Suit Gundam  en el puesto número 24 en su lista Top 100 de los Mejores Animes de todos los tiempos. La revista Wizard le dio a la serie el segundo lugar en su lista de los mejores animes de todos los tiempos. Para finales del 2007 cada episodio de la serie promedio unas ventas de alrededor de 80,928 copias, incluyendo todos los formatos en que la serie fue publicada (VHS, LD, DVD, etc.). El primer box set de la serie en DVD vendió alrededor de 100,000 copias en el primer mes de su salida a la venta desde el 21 de diciembre del 2007 hasta el 21 de enero del 2008. El 11 de marzo del 2009 Bandai y Sunrise anunciaron un proyecto llamado Real-G. el proyecto consistía en construir al Gundam RX-78-2  a escala real en Japón. La gran estatua fue levantada en julio del 2009 en Odaiba y fue desmantelada meses después. La gran estatua de 18 metros de alto fue reconstruida en la prefectura de Shizouka y fue desmantelada en marzo del 2011.
El éxito y gran aceptación que ha tenido la serie se atribuye principalmente a su ambientación y a sus personajes. John Oppliger observa que los personajes de Amuro Ray, (con el cual la juventud japonesa de entonces se podía identificar), y Char Aznable, (que era "simplemente [...] fascinante"), contribuyeron enormemente a la popularidad de la serie. John Oppliger también afirma que "En muchos aspectos, el Primer Gundam representa los valores nostálgicos e identificativos de todo lo que en sí constituye el Anime". Anime News Network ha elogiado a la serie por la forma seria en la que ésta muestra la guerra, con Amuro pasando por momenos traumáticos al matar soldados enemigos en el proceso de convertirse en militar. La serie también es conocida por tener como antagonistas a seres humanos en vez de alienígenas malvados. Sin embargo, la animación original de la serie luce sumamente anticuada comparada con la de series de la década del 2000.